# Hangal
Hangal o Hanugal és una ciutat al districte d'Haveri,a l'Índia, estat de Karnataka a la riba esquerra del riu Dharma; inclou algunes ruïnes de fortificacions i el gran temple Tarakeshwara així com els temples de Ganesha, Virabhadra, Billeshwara i Ramalinga i el famós temple de la secta Veerashaiva, Kumaraswami matha. La seva població al cens del 2001 era de 25.011 habitants (el 1901 eren 6.853 habitants). És esmentada com Viratkot, Viratnagari i Tanungal a les inscripcions. És famosa com a lloc d'exili dels pandaves.

## Història
Hangal fou capital de la dinastia Kadamba, de religió jainista, que a l'inici governaven la regió de la moderna Goa i el Konkan, que es van establir a Vaijayanti o Banavasi el 345 i van governar per més de dos segles, feudatària dels chalukya de Kalyani que vers el 973 van derrotar i suplantar als rashtrakutes amb ajut dels kadambes. El centre del poder kadamba fou vers el 485 època en què el Kamalajinalaya fou construït prop de Banavasi per Ravivarma; es van construir també altres monuments jainistes com el temple de Parsvanatha a Kuppatur, construït per la reina Maladevi, i un altre temple a Hangal.
La ciutat és esmentada com a Panungal als antics registres i identificada tradicionalment amb la Viratanagara del Mahabharata. El 607 els chalukyes de Vatapi (Badami) van saquejar Banavasi i van incorporar els dominis dels kadambes a l'imperi Chalukya. Al segle viii els chalukya de Badami foren enderrocats pels rashtrakutes que van governar fins al segle x. El 980 els chaluykyes i els Kadambes de Banavasi es van aixecar contra els rashtrakutes i es va establir la segona dinastia chalukya coneguda com a Chalukyes Occidentals).
Sota els Chalukya de Kalyani que va governar el Dècan als segles X a XII, Hangal va adquirir importància. Fou capital d'una província anomenada Panungal. i es va imposar un estil arquitectònic conegut com a Gadag al qual pertanyen el temple Mahadeva d'Itagi, Gadag, Hangal i Lakkundi. Chatta Deva (vers 980-1031) va fundar la dinastia dels kadambes d'Hangal, aliada dels chalukyes occidentals. El sobirà kadamba Chatta Deva va rebre del raja Taila II el dret a governar Banavasi (vers 980 - 1031), i va poder consolidar el seu govern sobre l'oest del riu Tungabhadra sota sobirania Chalukya. Els kadambes foren feudataris dels chalukyes però van gaudir de considerable independència i van governar Goa i Konkan fins al segle xiv. Els successors de Chatta Deva van ocupar Banavasi i Hangal i foren coneguts com a kadambes d'Hangal i es van destacar contra els coles, creant un important domini. Quan els chalukyes sota el raja Jayasimha van avançar cap a Dhar (capital dels malaves) i van derrotar el rei paramara Bhoja, el rei feudatari kadamba Chaltadev o Chatta Deva va tenir un paper destacat. Durant 1075-1116 el raja Kirtivarma va dominar els set Konkans.
Després del segle xii amb el declivi dels Chalukya, va passar a domini dels Hoysala sent conquerida pel raja Ballala II vers 1200. El temple de Bileshwara a Hangal es va construir en estil hoysala.
En la lluita entre els hoysales i els yadaves per la supremacia els kadambes d'Hangal dirigits per Kamdeva van marxar contra el Konkan i van obligar a Vijayadatta a esdevenir el seu feudatari. Però durant 1187 i 1188, després de la seva pujada al poder, Jayakesi III es va declarar independent. Els kadamnbes posteriors van pagar tribut i foren feudataris nominals dels yadaves i dels hoysales de Dorasamudra, i així van poder mantenir de fet la independència. Les branques kadambes que van governar foren quatre: la d'Hangal, la de Goa, la de Belur i la de Banavasi. Els kadambes van emetre monedes de bon pes i puresa ; van emetre dos tipus de monedes d'or. Durant 1075-1094 Shanti Varma, va emetre noves monedes d'or i el 1065 Toyimadeva va encunyar les anomenades monedes pagoda, també d'or.

## Llocs d'interès
- Temple Tarateshwara
- Temple Veerabhadra[16]
- Temple Billeshwara[17]
- Temple jain,[18] construït després del 1150.[19] The temple is very beautiful but there is need of conservation and Restoration. The temple has Hoysala style[20]
- Kumaraswamy Matha